# Klášter Panny Marie Kazaňské (Tambov)
Klášter, respektive monastýr Panny Marie Kazaňské (rusky Казанский Богородичный монастырь, Kazanskij Bogorodičnyj monastyr) je mužský pravoslavný klášter Tambovské eparchie ruské pravoslavné církve v ruském Tambově. Klášter je zasvěcen Theotokos z Kazaně.

## Historie

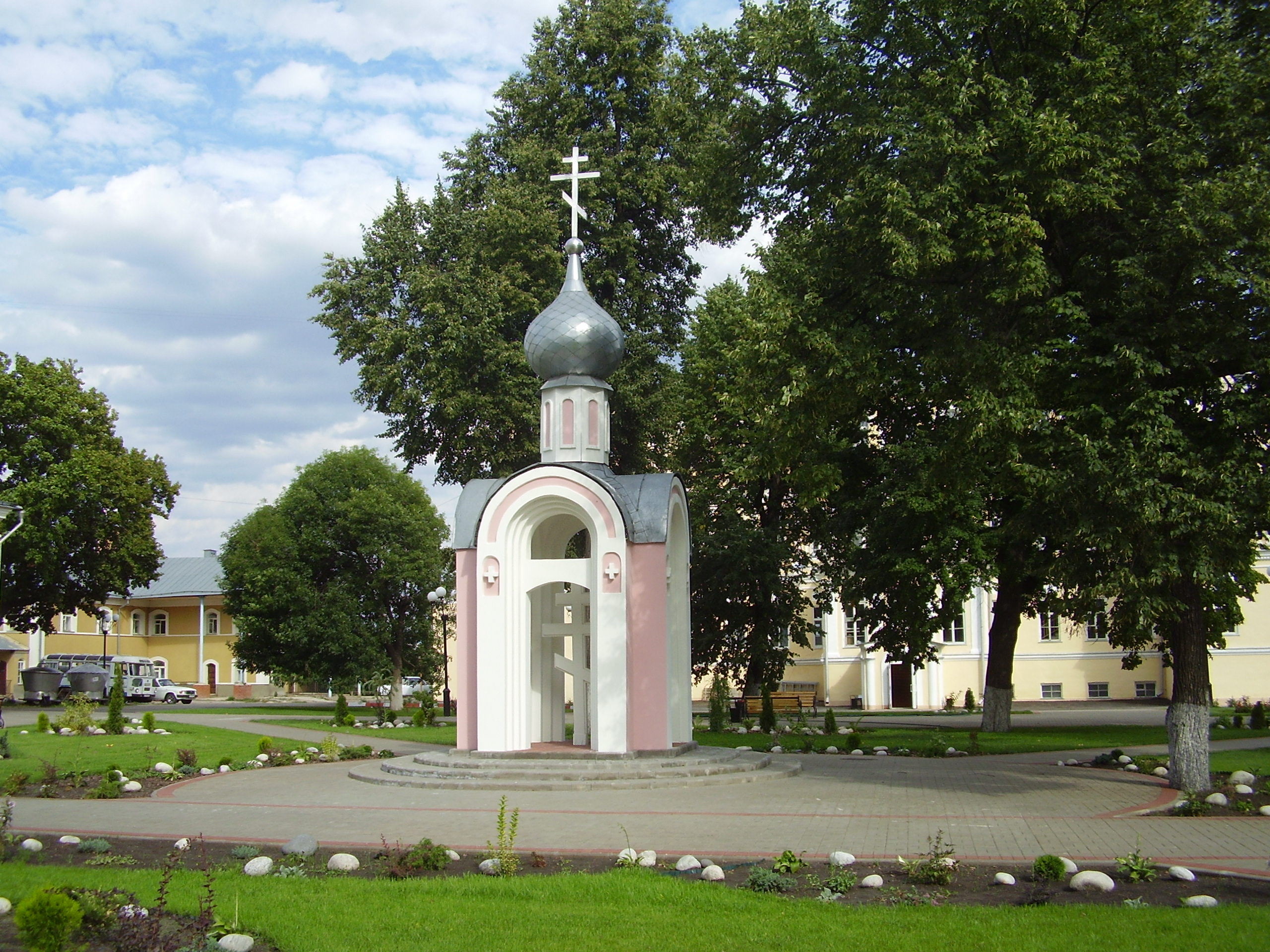
Kaple připomínající oběti Tambovského povstání ve 20. letech 20. století.

Klášter byl založen v roce 1670. V roce 1758 byl prohlášen za hlavní sídlo zdejších biskupů. Hlavní chrám byl vysvěcen v roce 1796.
Po bolševické revoluci v roce 1918 byl klášter uzavřen a znovu otevřen byl v roce 1992 a následně prošel rekonstrukcí. Ta byla dokončena v roce 2007.
V roce 1993 byla Alexiem II. vysvěcena kaple připomínající oběti tambovského povstání.

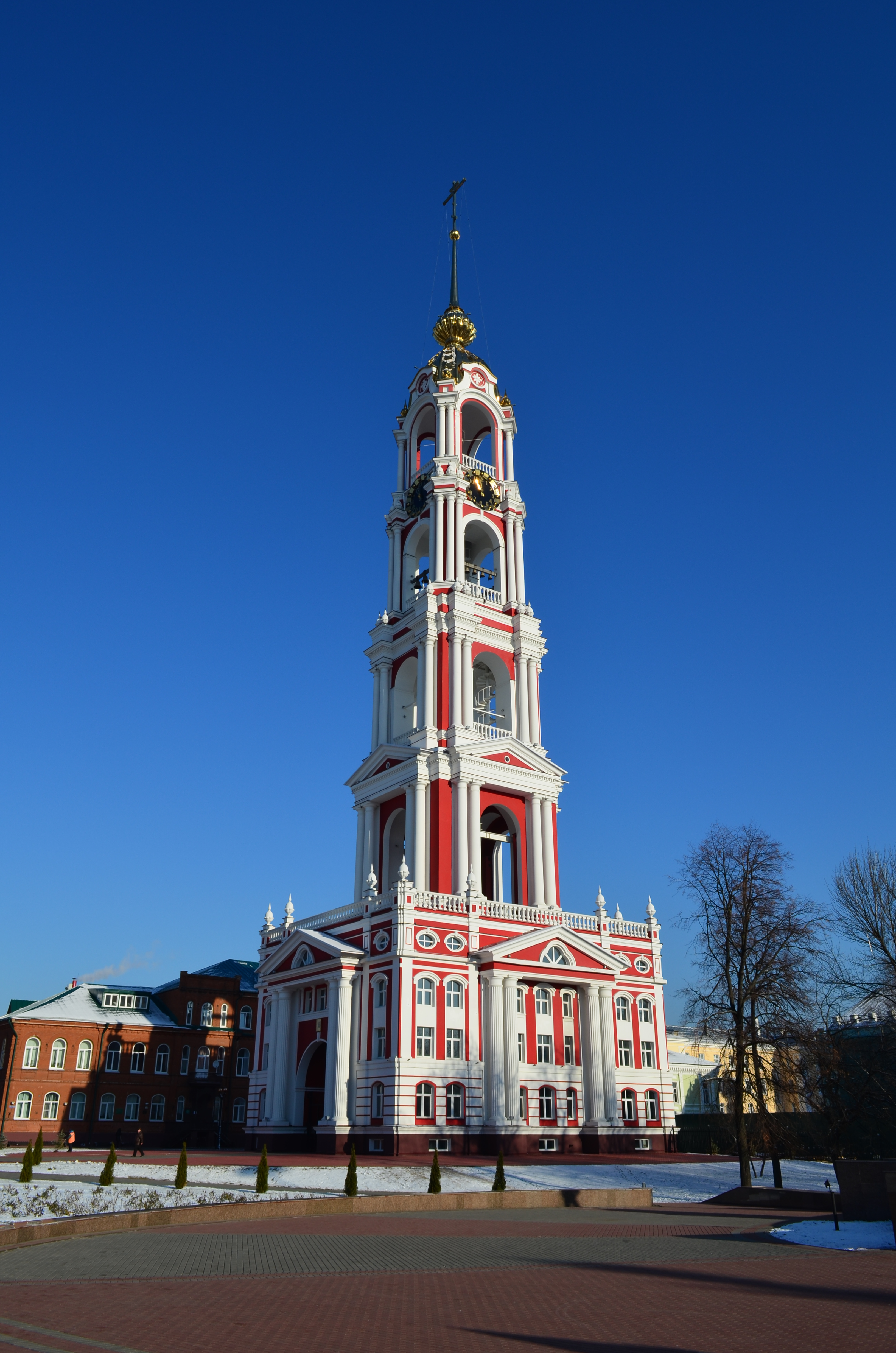
Klášterní zvonice

Klášter má neoklasicistní zvonici postavenou v letech 2009 až 2014, která nahradila menší stavbu zbořenou komunisty. S výškou 107 metrů je nejvyšší zvonici ve středním Rusku.